# Sara Duarte Brandão
Sara Duarte Brandão (Porto, 21 de dezembro de 1997) é uma poeta, romancista, designer, investigadora, atriz, facilitadora e cofundadora da Truz Truz Editora.

## Biografia
Sara Duarte Brandão nasceu no Porto, a 21 de dezembro de 1997. Viveu em Vilar do Paraíso (Vila Nova de Gaia), até 2020, ano em que se mudou para o Porto. Em 2019, licenciou-se em Design de Comunicação pela Faculdade de Belas Artes da Universidade do Porto, com o projeto final A voz dos avós, dita por nós!. Finalizou, em 2022, o Mestrado em Estudos Literários, Culturais e Interartes, na Faculdade de Letras da Universidade do Porto, onde realizou o projeto Bordar o poema, conquistar identidade — um estudo dos lenços de amor como sinal de afirmação feminina. Em 2022, também realizou o Curso de Facilitadores em Criação Artística Comunitária, promovido pela PELE - Associação Social e Cultural. Neste curso, desenvolveu, em conjunto com Francisco Saraiva de Almeida, o projeto Vizinhos do Teatro no Centro Social Sé Catedral do Porto. Em 2023, iniciou o Doutoramento em Ciências da Educação na Faculdade de Psicologia e de Ciências da Educação da Universidade do Porto, com uma bolsa FCT. Encontra-se a desenvolver um projeto de investigação participativa, com base artística, a partir da experiência de crianças e jovens filhas/os de pessoas encarceradas.
Cofundou, em 2019, a Truz Truz Editora, sediada no Porto. É autora de A Geração dos Bancos de Madeira e de CriÁrvore, ambos ilustrados por Luísa Coelho. Coordenou o projeto-livro 50 Abris, uma obra que inclui 50 textos e 50 ilustrações que celebram os 50 anos da Revolução de 1974.
Publicou o seu primeiro livro de poesia Descolonizar o sujeito poético, em 2023, na editora Urutau.
Venceu, em 2018, o IV Prémio Literário Nortear, com o conto "Ver". Foi galardoada com o Prémio Literário Cidade de Almada 2023, na modalidade de Romance, com o seu livro inédito Quem tem Medo dos Santos da Casa?. Foi finalista, em 2024, do Prémio Literário Glória Sant'Anna, com Descolonizar o sujeito poético, publicado pela Urutau.